# Liste der denkmalgeschützten Objekte in Griffen
Die Liste der denkmalgeschützten Objekte in Griffen enthält die 23 denkmalgeschützten, unbeweglichen Objekte der Gemeinde Griffen.

## Denkmäler
| Foto |                 | Denkmal                                                                                 | Standort                                              | Beschreibung | Metadaten |
| ---- | --------------- | --------------------------------------------------------------------------------------- | ----------------------------------------------------- | --- | --- |
| ja   | Datei hochladen | Friedhofskapelle HERIS-ID: 68064 Objekt-ID: 81060                                       | Altenmarkt Standort KG: Griffnerthal                  | Die 1854 in historistischen Mischformen errichtete Kapelle hat ein Vordach auf Säulen und ein Türmchen an der Eingangsseite und eine eingezogene Rundapsis. Sie weist eine gemauerte Empore, einen rundbogigen Triumphbogen und rundbogige Fenster auf. Der Hochaltar, eine Kreuzigungsgruppe, stammt aus dem 19. Jahrhundert. | BDA-Hist.: Q38118379 Status: § 2a Stand der BDA-Liste: 2025-06-30 Name: Friedhofskapelle GstNr.: 404/2 Friedhofskapelle Griffen                                                             |
| ja   | Datei hochladen | Pfarrhof HERIS-ID: 53812 Objekt-ID: 61867                                               | Griffen 1 Standort KG: Griffnerthal                   | Der zweigeschoßige, fünfachsige Bau stammt von der Wende des 18. zum 19. Jahrhundert und weist genutete Erdgeschoßfassaden auf. | BDA-Hist.: Q38058525 Status: § 2a Stand der BDA-Liste: 2025-06-30 Name: Pfarrhof GstNr.: 311                                                                                                |
| ja   | Datei hochladen | Kath. Pfarrkirche hll. Peter und Paul HERIS-ID: 53814 Objekt-ID: 61869                  | Griffen Standort KG: Griffnerthal                     | Die Kirche umfasst einen im Kern gotischen Chorturm, eine kreuzrippengewölbte Sakristei und ein 1863 neu errichtetes Langhaus mit Fassaden mit romanisierendem Architekturdekor. Die Altäre sind von Franz Schmalzl aus 1907 und tragen barocke Figuren. Die Kanzel stammt von Ende des 18. Jahrhunderts. | BDA-Hist.: Q38058536 Status: § 2a Stand der BDA-Liste: 2025-06-30 Name: Kath. Pfarrkirche hll. Peter und Paul GstNr.: .52 Pfarrkirche in Griffen                                            |
| ja   | Datei hochladen | Burgruine Griffen HERIS-ID: 35575 Objekt-ID: 34359                                      | Schlossberg 1 Standort KG: Griffnerthal               | Die auf einem weithin sichtbaren Kalkfelsen errichtete Burg verfällt seit dem 18. Jahrhundert. Am höchsten Punkt sind Reste einer romanischen Anlage, unterhalb befinden sich Mauerreste gotischer Verteidigungsanlagen. Bemerkenswert sind sechs noch bis zu sechs Meter hohe Schalentürme. | BDA-Hist.: Q477144 Status: Bescheid Stand der BDA-Liste: 2025-06-30 Name: Burgruine Griffen GstNr.: 399/3, .31/1, .31/4, 296/1, 304, 305/1, 305/2, 307, 960 Burgruine Griffen               |
| ja   | Datei hochladen | Ehem. Prämonstratenserstift HERIS-ID: 35576 Objekt-ID: 34360                            | Stift Griffen 1, 4 Standort KG: Griffnerthal          | Die ehemalige Stifts- und heutige Pfarrkirche ist eine große dreischiffige spätromanische Pfeilerbasilika, die im 17./18. Jahrhundert verändert und mit einer barocken Westfassade versehen wurde. In ihr befinden sich zahlreiche Grabsteine und -platten aus dem 14. bis 18. Jahrhundert. Die Großteils zweigeschoßigen barocken Stiftsgebäude wurden vor allem im 17. Jahrhundert, teils unter Benutzung gotischer Vorgängerbauten, errichtet. Südlich vom Stift befindet sich die von einer Wehrmauer umgebene ehemalige Pfarrkirche, eine romanische Chorturmkirche von Anfang des 13. Jahrhunderts, die im 14. Jahrhundert gotisch verändert wurde. Im Turmquadrat sind Wandmalereien aus der Bauzeit. | BDA-Hist.: Q2348605 Status: Bescheid Stand der BDA-Liste: 2025-06-30 Name: Ehem. Prämonstratenserstift GstNr.: .159/2, .159/1 Stift Griffen                                                 |
| ja   | Datei hochladen | Anlage ehem. Prämonstratenserstift Griffen HERIS-ID: 76417 Objekt-ID: 89980             | Stift Griffen 2 u. a. Standort KG: Griffnerthal       | siehe Stift Griffen | BDA-Hist.: Q64512947 Status: § 2a Stand der BDA-Liste: 2025-06-30 Name: Anlage ehem. Prämonstratenserstift Griffen GstNr.: .160/1, .161, .162, 662, .163/1, .163/2 Stift Griffen            |
| ja   | Datei hochladen | Pavillon/Gartenhaus, Mönchshäusl (Laubenbau) HERIS-ID: 46294 Objekt-ID: 48064           | Stift Griffen Standort KG: Griffnerthal               | Das 1689 als Lusthaus errichtete, kleine zweigeschoßige Gebäude mit Zeltdach hat rundbogige Arkaden. | BDA-Hist.: Q64512946 Status: Bescheid Stand der BDA-Liste: 2025-06-30 Name: Pavillon/Gartenhaus, Mönchshäusl (Laubenbau) GstNr.: .158 Stift Griffen - Laubenbau                             |
| ja   | Datei hochladen | Kath. Filialkirche hl. Thomas HERIS-ID: 68063 Objekt-ID: 81058                          | Gletschach 32 Standort KG: Großenegg                  | Die kleine steinplattlgedeckte Kirche mit romanischem Langhaus und gotischem Chor wurde 1998 außen restauriert. Sie hat einen Dachreiter mit schlankem Spitzhelm und dreistufige Strebepfeiler am Chor. An der Südwand ist ein Christophorusgemälde. Die beiden Altäre und die Kanzel stammen aus dem 18. Jahrhundert. | BDA-Hist.: Q15809647 Status: § 2a Stand der BDA-Liste: 2025-06-30 Name: Kath. Filialkirche hl. Thomas GstNr.: .113 Filialkirche Gletschach                                                  |
| ja   | Datei hochladen | Kath. Filialkirche hl. Nikolaus am Windischen Weinberg HERIS-ID: 68065 Objekt-ID: 81062 | Haberberg Standort KG: Haberberg                      | Die Kirche ist ein kleiner im Kern romanischer Bau (13. Jahrhundert?) mit barocken Veränderungen. Sie hat einen polygonalen Chor, einen östlichen Dachreiter mit Spitzhelm, und ein hölzernes Vordach. Die Holzschindeldächer wurden 1996 restauriert. Reste eines gemalten Zickzackbandes oberhalb der Fenster zeigen die ursprüngliche Höhe der Langhauswände an. Rundbogiger barocker Triumphbogen. Chor einjochig, mit 3/8-Schluss, Tonnengewölbe mit Stichkappen. Hochaltar zweites Viertel des 18. Jahrhunderts mit Altarblatt heiliger Nikolaus, im Aufsatz Maria lactans. Barocke Statue heiliger Nikolaus. | BDA-Hist.: Q38118391 Status: § 2a Stand der BDA-Liste: 2025-06-30 Name: Kath. Filialkirche hl. Nikolaus am Windischen Weinberg GstNr.: .27 Filialkirche hl. Nikolaus am Windischen Weinberg |
| ja   | Datei hochladen | Bildstock, Jagakreuz HERIS-ID: 46423 Objekt-ID: 48438                                   | bei Greutschach 7 Standort KG: Kaunz                  | Spätgotischer Tabernakelbildstock, sogenanntes Rojak-Marterl östlich der Kirche. Bezeichnet 1518, Malereien 1961 übermalt. | BDA-Hist.: Q38021427 Status: Bescheid Stand der BDA-Liste: 2025-06-30 Name: Bildstock, Jagakreuz GstNr.: 920/1 Jagakreuz Untergreutschach                                                   |
| ja   | Datei hochladen | Kath. Pfarrkirche hl. Martin (und Wehrkirchhof) HERIS-ID: 68088 Objekt-ID: 81085        | Greutschach 16 Standort KG: Kaunz                     | Die von einer spätmittelalterlichen Wehranlage umgebene steinplattlgedeckte Kirche ist eine frühgotische Chorturmkirche um 1300/erste Hälfte des 14. Jahrhunderts. Sie hat einen gotischen Turm mit Pyramidenhelm, und zwischen den mächtigen Strebepfeilern des Turms ist im Süden ein gotischer Sakristeianbau. Der polygonale Chorschluss weist ebenso wie das Langhaus zweistufige Strebepfeilern aus. Die westliche angebaute Vorhalle hat Schießscharten und ein rundbogiges Südportal von Anfang des 16. Jahrhunderts. Um das südliche Chorfenster Quadermalerei; darüber ist die gut erhaltene Vorzeichnung der Kopfpartie eines Christophorusgemäldes aus der ersten Hälfte des 15. Jahrhunderts. Das Langhaus ist netzsternrippengewölbt, der Chorturm kreuzrippengewölbt. Zur Einrichtung gehören Kanzel und Altäre aus dem 17. und 18. Jahrhundert und eine spätgotische Schnitzgruppe Anna Selbdritt. | BDA-Hist.: Q18025338 Status: § 2a Stand der BDA-Liste: 2025-06-30 Name: Kath. Pfarrkirche hl. Martin (und Wehrkirchhof) GstNr.: .6/2 Pfarrkirche Untergreutschach                           |
| ja   | Datei hochladen | Kirchhof und Wehranlage HERIS-ID: 68089 Objekt-ID: 81086                                | Greutschach 16 (Pfarramt) Standort KG: Kaunz          | Der bemerkenswerte spätmittelalterliche Wehrkirchhof rund um die Pfarrkirche hl. Martin besteht aus einer hohen Ringmauer, die im Süden und Westen halbrunde Wehrtürme und im Osten einen ehemaligen Torbau umfasst. Die hölzernen Wehrgänge sind zum Teil erhalten. Eine Restaurierung der spätgotischen Wehrmauer erfolgte im Jahre 1996: Putzsanierung. 1998 wurde der West-Torturm als Aufbahrungshalle adaptiert. | BDA-Hist.: Q63986527 Status: § 2a Stand der BDA-Liste: 2025-06-30 Name: Kirchhof und Wehranlage GstNr.: .6/2 Kirchhof und Wehranlage Untergreutschach, Griffen                              |
| ja   | Datei hochladen | Karner HERIS-ID: 57707 Objekt-ID: 67976                                                 | Greutschach Standort KG: Kaunz                        | Der im Kern spätromanische Karner ist ein Rundbau mit steinplattlgedecktem Kegeldach mit Mitteltürmchen. Er hat eine hufeisenförmige Apsis über Kragsteinen, ein spitzbogiges Portal und vier zweistufige Strebepfeiler. Die Wandmalereien im Inneren stammen aus dem 14. Jahrhundert. | BDA-Hist.: Q63986526 Status: § 2a Stand der BDA-Liste: 2025-06-30 Name: Karner GstNr.: .6/2 Karner Untergreutschach                                                                         |
| ja   | Datei hochladen | Pfarrhof HERIS-ID: 53820 Objekt-ID: 61875                                               | Greutschach Standort KG: Kaunz                        | Der barocke Pfarrhof wurde südlich an die die Kirche umgebende Wehranlage angebaut. | BDA-Hist.: Q38058557 Status: § 2a Stand der BDA-Liste: 2025-06-30 Name: Pfarrhof GstNr.: .6/1 Pfarrhof Untergreutschach                                                                     |
| ja   | Datei hochladen | Pfarrhof HERIS-ID: 53822 Objekt-ID: 61877                                               | Pustritz 45 Standort KG: Pustritz                     | Der Pfarrhof ist das ehemalige Prödl-Schloss. Der kastenartige barocke Bau mit Mauerkern aus dem 16. Jahrhundert besitzt ein Speichergeschoß, wird von Lisenen gegliedert und von einem Walmdach bedeckt. | BDA-Hist.: Q38058572 Status: § 2a Stand der BDA-Liste: 2025-06-30 Name: Pfarrhof GstNr.: 646                                                                                                |
| ja   | Datei hochladen | Kath. Pfarrkirche Mariae Himmelfahrt und Friedhof HERIS-ID: 53821 Objekt-ID: 61876      | Pustritz 60 Standort KG: Pustritz                     | Die steinplattlgedeckte Wallfahrtskirche mit Strebepfeilern und mächtigem vorgestellten Westturm hat ein im 15. Jahrhundert spätgotisch umgebautes, im Kern romanisches Langhaus und einen im 15. Jahrhundert neu errichteten Chor. Das Kreuzgratgewölbe im Langhaus geht auf einen Umbau 1854 zurück. Am spätgotischen Sakristeiportal sind bemerkenswerte Türbeschläge. Der reich dekorierte Hochaltar stammt aus der ersten Hälfte des 17. Jahrhunderts. Von der weiteren Einrichtung sind die Katharinenfigur am rechten Seitenaltar und ein Leinwandepitaph von 1595 am bemerkenswertesten. Die ursprünglich wehrhafte Friedhofsmauer wurde im 19. Jahrhundert teilweise abgetragen; neben dem Portal ist ein vermutlich gotischer Kopf eingemauert. | BDA-Hist.: Q1634882 Status: § 2a Stand der BDA-Liste: 2025-06-30 Name: Kath. Pfarrkirche Mariae Himmelfahrt und Friedhof GstNr.: .61, 644/1 Pfarrkirche Pustritz                            |
| ja   | Datei hochladen | Kath. Filialkirche hl. Matthäus HERIS-ID: 57704 Objekt-ID: 67973                        | Lind 12, in der Nähe Standort KG: St. Kollmann        | Die dem Apostel Matthäus (oder doch Matthias? siehe Anmerkung) geweihte kleine Dorfkirche wird urkundlich erstmals 1237 erwähnt. Aus dieser Zeit präsentiert sich das frühgotische Portal mit Resten ursprünglicher Fassung sowie mit alten Weihkreuzen innen. Das Gewölbe im Chor, der Renaissancealtar und auch das außen überlebensgroße erhalte Fresko des heiligen Christophorus auf der Außenwand stammen von einem Umbau um 1600. Der Altar präsentiert mittig Matthäus (Matthias?), von Paulus und von Petrus flankiert. Anmerkung: Der Dehio, das BDA und auch die Homepage der Pfarre schreiben die Kirche dem Matthäus zu. Die Altarfigur weist aufgrund des als Attribut verwendeten Beils jedoch eher auf Matthias hin, und davon geht auch die ältere Literatur aus. | BDA-Hist.: Q38078059 Status: § 2a Stand der BDA-Liste: 2025-06-30 Name: Kath. Filialkirche hl. Matthäus GstNr.: .100 Kirche Lind bei Griffen                                                |
| ja   | Datei hochladen | Kath. Filialkirche hl. Koloman HERIS-ID: 57705 Objekt-ID: 67974                         | bei Sankt Kollmann 20 Standort KG: St. Kollmann       | Die kleine Kirche mit polygonalem Chor, zweistufigen Strebepfeilern, Dachreiter und gemauerter Vorlaube wurde 1643 über den Resten eines gotischen Vorgängerbaus errichtet. Langhaus und Chor sind kreuzgewölbt mit Putzrippen. Der Hochaltar stammt von Ende des 17. Jahrhunderts, ein Seitenaltärchen ist neugotisch. | BDA-Hist.: Q38078069 Status: § 2a Stand der BDA-Liste: 2025-06-30 Name: Kath. Filialkirche hl. Koloman GstNr.: 1299 Kirche Sankt Kollmann (Griffen)                                         |
| ja   | Datei hochladen | Schloss Ehr(e)negg mit Gartenanlage HERIS-ID: 35585 Objekt-ID: 34369                    | Ehrnegg 1 Standort KG: St. Kollmann                   | Das Schloss ist ein stattlicher dreigeschoßiger Renaissancebau mit diagonal gestellten Ecktürmen. Eine Inschrift in der Halle des Erdgeschoßes ist mit 1586 datiert. In der Nordostecke des Obergeschoßes ist ein Raum mit geschnitzter bemalter Balkendecke aus der Erbauungszeit. Eine Räume haben barocke Stuckausstattung. Im ummauerten Garten sind zwei sechseckige Gartenpavillons mit barockem Architekturdekor. | BDA-Hist.: Q1317444 Status: Bescheid Stand der BDA-Liste: 2025-06-30 Name: Schloss Ehr(e)negg mit Gartenanlage GstNr.: .48/5, 514, 516 Schloss Ehrnegg                                      |
| ja   | Datei hochladen | Bauernhaus, Petutschnig HERIS-ID: 35586 Objekt-ID: 34370                                | Sankt Leonhard an der Saualpe 2 Standort KG: Wölfnitz | Das hakenförmige Bauernhaus besteht aus einem älteren Einhof aus dem 16. Jahrhundert mit Rauchstube und einem rechtwinkelig angebauten Teil, in dessen Untergeschoß sich ein neuerer Wohnteil befindet. Die Holzdecke am Tanzboden im Obergeschoß ist mit 1578 bezeichnet. Das Dach ist teils mit Stroh, teils mit Spanschindeln gedeckt. | BDA-Hist.: Q37965418 Status: Bescheid Stand der BDA-Liste: 2025-06-30 Name: Bauernhaus, Petutschnig GstNr.: .36                                                                             |
| ja   | Datei hochladen | Kath. Filialkirche hl. Leonhard HERIS-ID: 54709 Objekt-ID: 63084                        | Sankt Leonhard an der Saualpe Standort KG: Wölfnitz   | Unter Einbeziehung eines gotischen Vorgängerbaus wurde die spätgotische Kirche in der zweiten Hälfte des 15. Jahrhunderts errichtet. Am Langhaus sind dreistufige Strebepfeiler. Die beiden Portale sind spätgotisch profiliert; die eisenbeschlagene Tür im Norden weist Schießlöcher auf. Langhaus und Chor sind netzrippengewölbt, das Turmerdgeschoß ist kreuzrippengewölbt. Zur Einrichtung zählen der barocke Hochaltar von 1675, der linke Seitenaltar von 1697 mit bemerkenswerten Figuren, und ein Wandaltar vom Anfang des 17. Jahrhunderts. | BDA-Hist.: Q1413139 Status: § 2a Stand der BDA-Liste: 2025-06-30 Name: Kath. Filialkirche hl. Leonhard GstNr.: .31 Filialkirche St Leonhard an der Saualpe                                  |
| ja   | Datei hochladen | Kath. Filialkirche hl. Margaretha und Friedhof HERIS-ID: 57706 Objekt-ID: 67975         | Tschrietes 10 Standort KG: Wölfnitz                   | Die von einer Friedhofsmauer umgebene Kirche ist ein kleiner gotischer Bau mit mächtigem Westturm, profiliertem Südportal und einem römerzeitlichen Grabfragment in der Außenmauer. Zur Einrichtung gehören der bemerkenswerte Hochaltar aus dem 17. Jahrhundert mit älteren Schnitzfiguren, Seitenaltäre von 1720 und eine mit 1547 Predella mit einer Darstellung der 15 Nothelfer. | BDA-Hist.: Q1895104 Status: § 2a Stand der BDA-Liste: 2025-06-30 Name: Kath. Filialkirche hl. Margaretha und Friedhof GstNr.: .74 Margarethakirche Tschrietes                               |
| ja   | Datei hochladen | Kath. Pfarrkirche hl. Michael und Wehrkirchhof HERIS-ID: 55204 Objekt-ID: 63767         | Wölfnitz 8 Standort KG: Wölfnitz                      | Die kleine Kirche mit romanischem Kern wurde im 15. Jahrhundert verändert. Sie hat einen Chor mit zweistufigen Strebepfeilern, einen gotischen Nordturm mit Pyramidenhelm und im Osten und im Süden spitzbogige Portale. Zur Einrichtung zählen eine spätgotische Michaelsfigur, zwei barocke Statuen und Engelsfiguren aus dem 19. Jahrhundert. | BDA-Hist.: Q2083297 Status: § 2a Stand der BDA-Liste: 2025-06-30 Name: Kath. Pfarrkirche hl. Michael und Wehrkirchhof GstNr.: .1 Kirche von Wölfnitz an der Saualpe                         |